# Constance Piou
Pour les articles homonymes, voir Piou.
François Adolphe Constance Piou (1800-1890) est un magistrat et homme politique français.

## Biographie
Constance Piou est le fils de Francois Jacques Piou, ingénieur en chef des ponts et chaussées, conseiller général du Morbihan en 1820, et de Marie-Anne Phelippes de Coatgourheden de Tronjolly.
Après des études de droit, il commence une carrière d'avocat, puis se tourne vers la magistrature. Procureur du roi à Angers, puis à Saint-Étienne, il devient en 1841 procureur général à Lyon. En 1847, il faillit être nommé procureur général à Paris, mais sa parenté avec Odilon Barrot (frère de sa belle-mère), alors en opposition ouverte avec le Président du conseil, François Guizot, fit échouer sa nomination.
Il est promu en compensation premier président de la Cour d'appel de Toulouse. Profondément libéral, il accepte néanmoins de se rallier au Second Empire, dans lequel il voit un ultime rempart contre l'anarchie. Ses rapports avec le pouvoir demeurèrent pourtant longtemps méfiants. Mais il applaudit des deux mains à la libéralisation du régime. À l'instigation d'Émile Ollivier, il est nommé (nomination non promulguée) en 1870 sénateur du Second Empire quelques mois avant la chute de l'Empire.
En 1871, il est élu député conservateur de la Haute-Garonne, mais ne se représente pas en 1876. Il meurt à Paris en 1890.

### Vie privée
Commandeur de la Légion d'honneur, commandeur de l'ordre de Pie IX, il épouse Palmyre Le Dall de Kereon dont il a trois enfants :
- Georges Piou, substitut au procureur d'Angoulême, mort en 1858 à 23 ans ;
- Jacques Piou, avocat puis homme politique, artisan du ralliement des catholiques à la République ;
- Amicie Piou, mariée à l'un des héritiers de la famille Lebaudy, Jules Lebaudy, mère de quatre enfants, dont Jacques Lebaudy et Max Lebaudy.

Constance Piou est inhumé au cimetière de Montmartre, 22e division, avenue Cordier, dans une chapelle où reposent aussi, son fils Georges, son épouse Palmyre Le Dall de Kereon et les parents de son épouse qui sont Ange-Jacques Le Dall de Keréon et Fanny-Agathe Barrot, reposent aussi Ernestine-Laure Pontallié épouse de François-Gabriel-Mathurin Hémery, fille de Théophile Pontallié, et d’Alphonsine-Marie-Louise Nariceau, petite-fille du député au Conseil des Cinq-Cents, Joseph-Gilles Pontallié (1767-1837)

## Distinctions
- Commandeur de l'ordre de Pie IX